# 2013年Mi-8直升機墜毀於雅庫次克事件
2013年Mi-8直升機墜毀於雅庫次克事件是指在2013年7月2日時，一架隸屬極地航空的Mi-8直升機在薩哈共和國雅庫次克附近山區墜毀。目前確認直升機上墜毀時載有共25名乘客，其中包括11名兒童，另外還有3名機組人員也在直升機上。而根據地方官員最早表示這次直升機墜毀造成機上23人死亡，並且在死亡名單中還包括1名兒童；而之後死亡人數則追加至24人，並且將生還者訊息更新為3名機組人員與1名12歲男童。初步的分析報告認為直升機是因為遭遇強風而墜毀，而俄羅斯州際航空委員會正在對於墜毀一事展開更進一步的調查。